# Peperomia glassmanii
Peperomia glassmanii är en pepparväxtart som beskrevs av Truman George Yuncker. Peperomia glassmanii ingår i släktet peperomior, och familjen pepparväxter. Inga underarter finns listade i Catalogue of Life.